# Kapelleveld

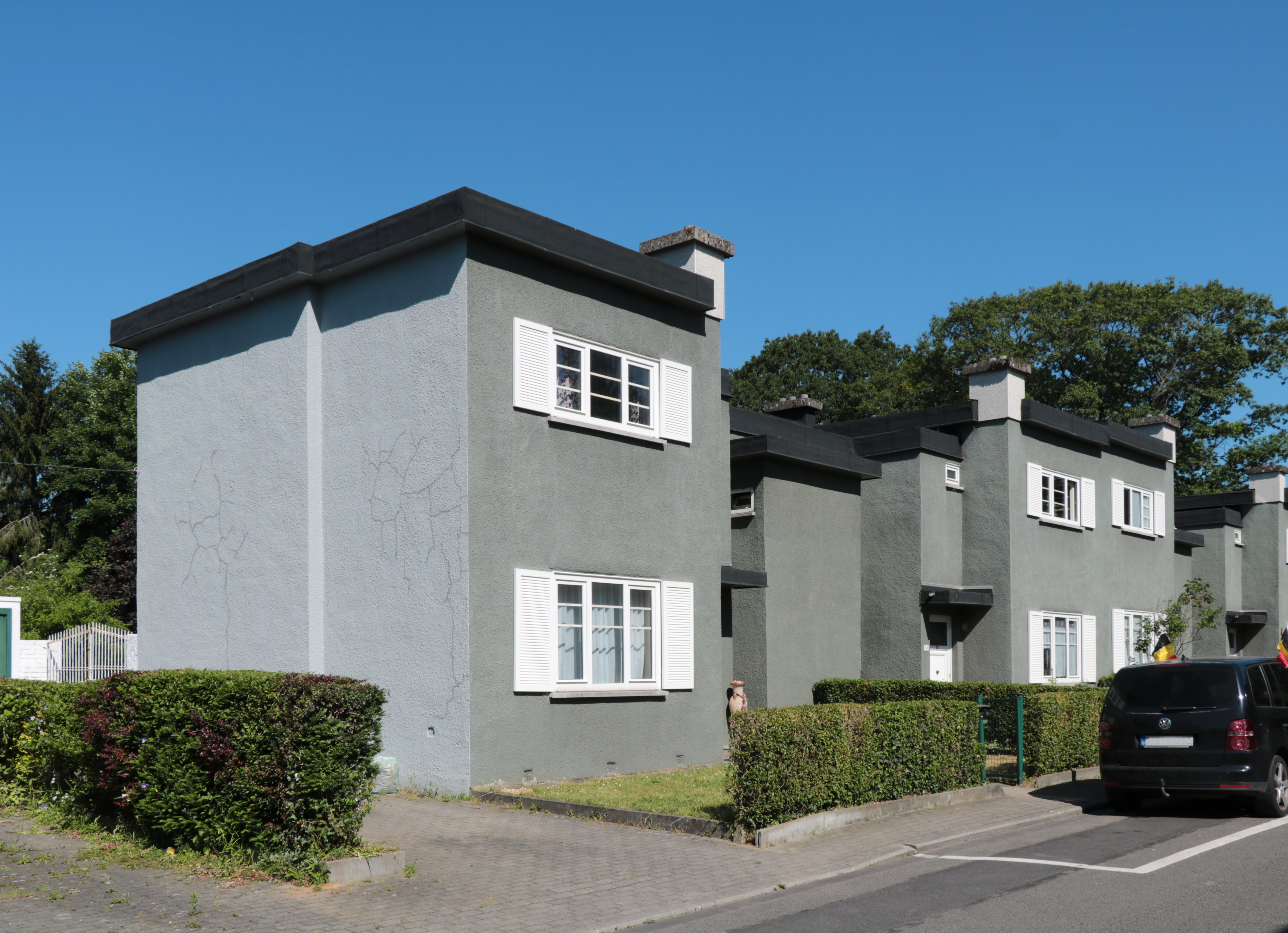
Tuinwijk Kapelleveld

Kapelleveld is een tuinwijk in de Belgische gemeente Sint-Lambrechts-Woluwe in het Brussels Hoofdstedelijk Gewest. De wijk ligt in het uiterste oosten van de gemeente. Een klein stukje van de oorspronkelijk wijk in het zuidoosten en de nieuwbouw vanaf de jaren 1950 is gelegen in de gemeente Sint-Pieters-Woluwe.
De wijk is vernoemd naar de Kapel van Lenneke Mare die ongeveer 500 meter ten westen van de wijk staat.
Langs de noordkant van de wijk ligt de Brusselse metrolijn 1 met metrostation Alma en daar weer ten noorden van het Universitair ziekenhuis UCLouvain Saint-Luc.

## Geschiedenis
In 1808 werd het (onbebouwde) gebied van Kapelleveld door de Gemeenteatlas van 1808 aangeduid met Montagne aux Sols.
In 1922 werd het coöperatieve huurdersvennootschap La Cité-Jardin du Kapelleveld opgericht die het tot dan toe onbebouwde plateau wilde gaan bebouwen, in de hoofdzaak bestemd voor lage bedienden. Ze vroegen de architect en stedenbouwkundige Louis Van der Swaelmen om een plan te ontwikkelen. 
In 1922 werd met de bouw van de meer dan 400 huizen en in 1926 waren deze voltooid. Voor het ontwerp van de huizen waren verschillende architecten aangetrokken: Antoine Pompe (1873-1980), Huib Hoste (1881-1957), Jean-François Hoeben (1896-1969) en Paul Rubbers (1900-1985). In de wijk werden ook voorzieningen aangelegd, waaronder een school, kerk, feestzaal, bibliotheek, sportterreinen, speelpleinen, winkels, en ook aan de Arthur Andréstraat een station aan de spoorlijn Brussel-Tervuren.
In 1951 werd er begonnen met de uitbreiding van de wijk richting het oosten op het grondgebied van Sint-Pieters-Woluwe. De uitbreiding betrof 61 huizen naar het ontwerp van architect Paul Posno en vond plaats in het gebied tussen de Wezembeeklaan, de Grensstraat, de Perspectieflaan, de Arthur Andréstraat en de Ideaallaan. In dit gebied legde men vier lanen aan: de Bornivallaan, Pierre Vander Biestlaan, Prins Regentlaan en de Witthemlaan.
In 1956 werden de vier lanen van de uitbreiding aan de gemeente overgedragen.
In 1958 werd een tweede groep van 36 huizen gebouwd in het gebied van de uitbreiding, ook naar het ontwerp van architect Paul Posno.
In 1968-1969 werd door steenbouwkundige Émile Ryckaert een plan uitgewerkt waarbij de Prins Regentlaan en de Vander Biestlaan zouden worden verlengd. Uiteindelijk werd alleen de Vander Biestlaan verlengd en werden er 21 huizen gebouwd (tien in de Arthur Andréstraat, elf in de Vander Biestlaan). Tussen de twee straten werden twee appartementsgebouwen gebouwd.
In 1970 werd er verder gebouwd en kwamen er drie appartementsgebouwen aan de Pierre Vander Biestgaarde.
In 1973 ontwierp men de Vriendschapswijk (Cité de l'Amitié) die gebouwd werd tussen de Vander Biestlaan en de Grensstraat.
In de tweede helft van de jaren 1980 werd de metrolijn doorgetrokken en kwam te liggen onder de Vander Biestlaan.

## Wijk
De wijk kenmerkt zich door een waaiervorm met drie hoofdwegen met loodrecht daarop de zijstraten. De noordelijke hoofdweg is de Maria-Hemelvaartlaan, de middelste de Émile Vanderveldelaan (N226) en de zuidelijke de Albert Dumontlaan. In de westelijke punt van de waaier, waar de drie hoofdwegen samenkomen, ligt het Velghesquare met daaraan de Onze-Lieve-Vrouw-Hemelvaartkerk.

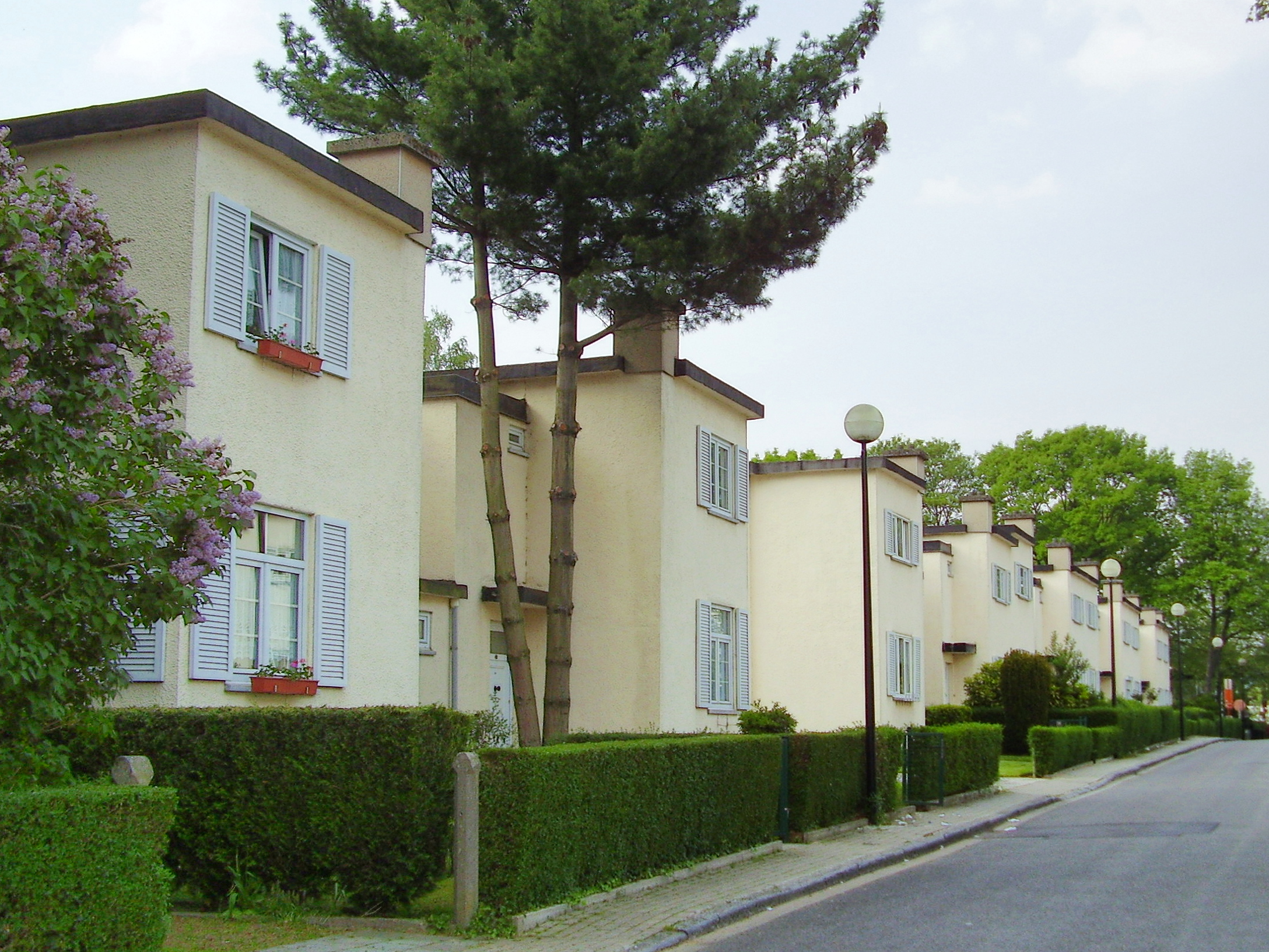
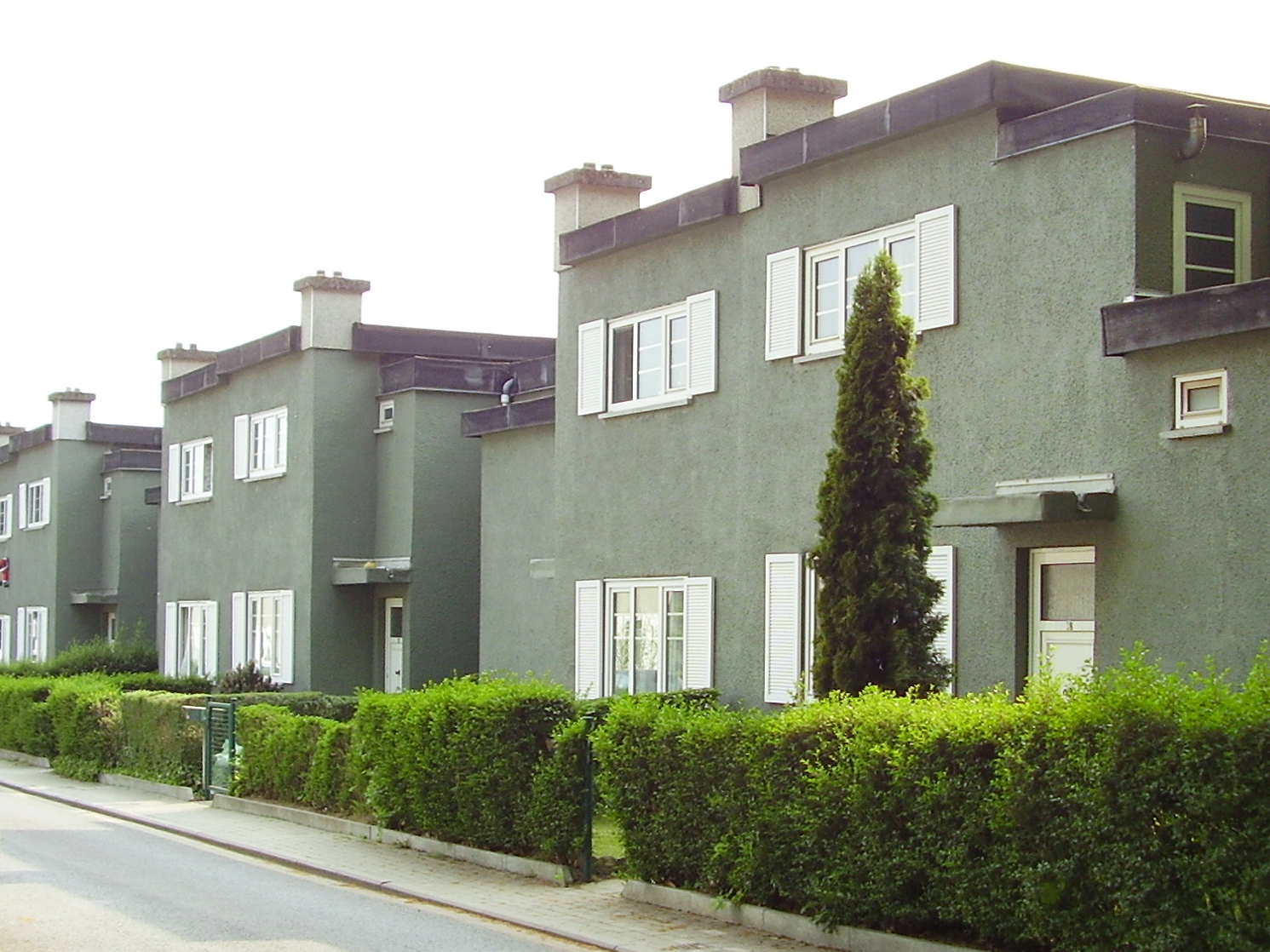
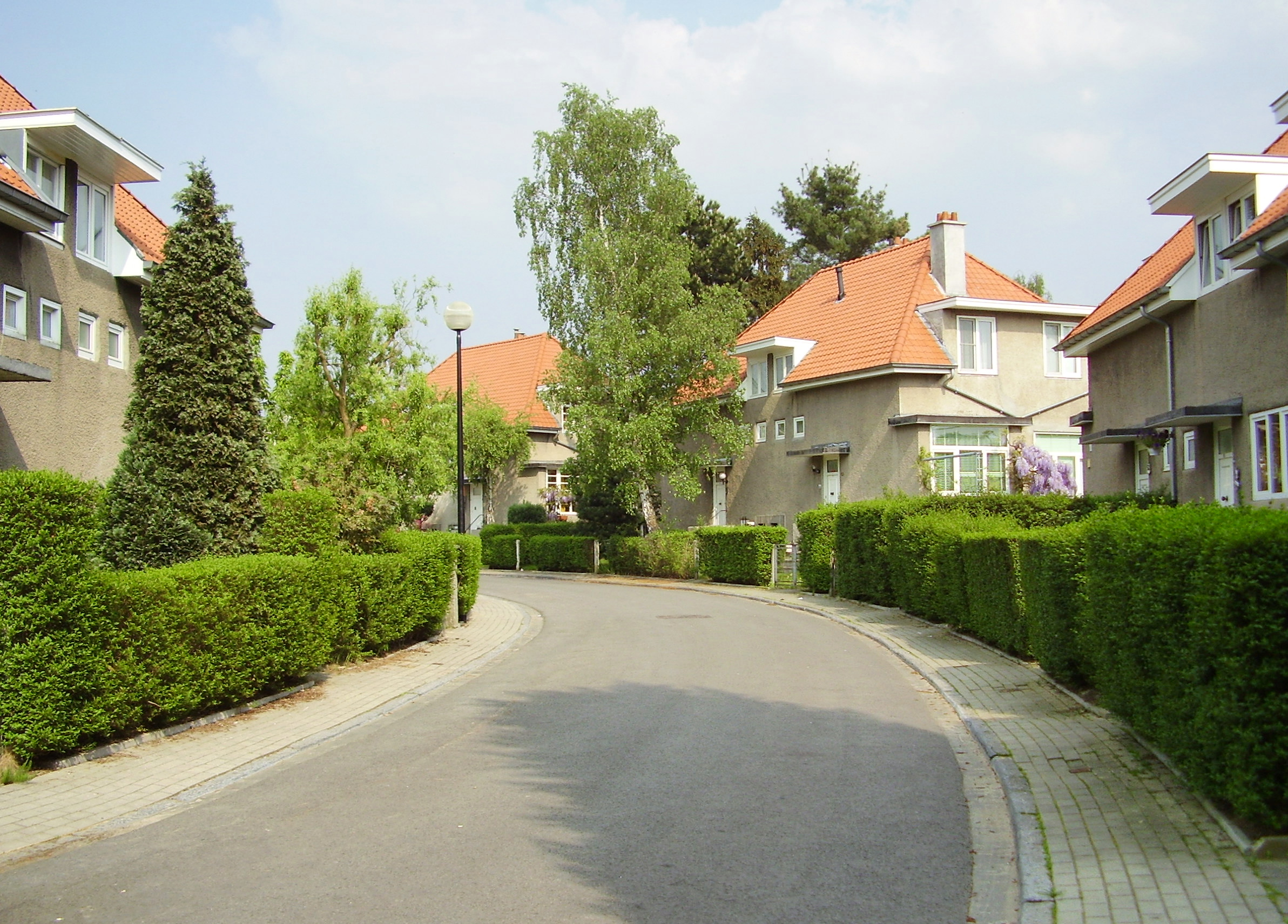
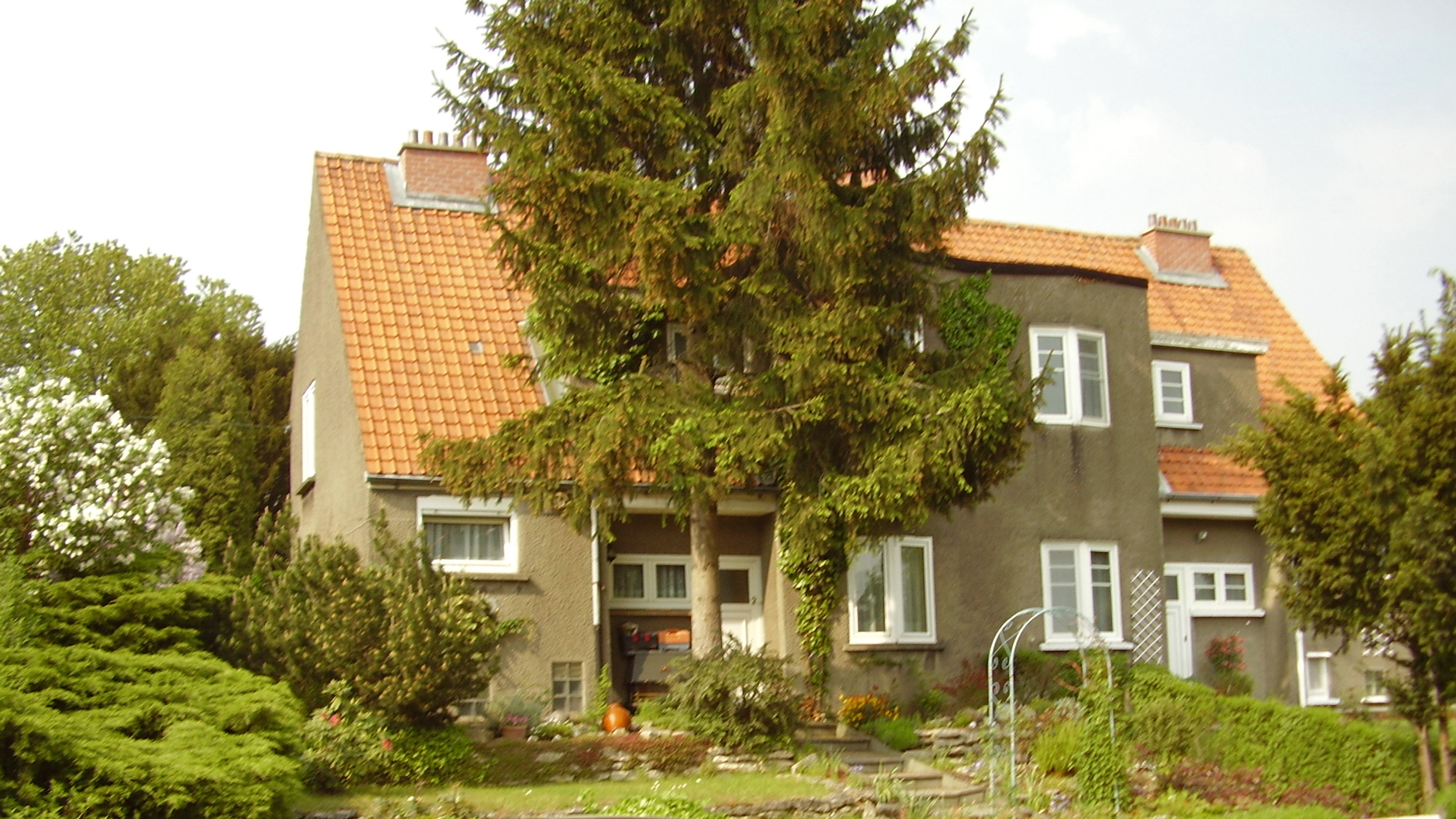